# Grupa Pancerno-Motorowa Dowództwa Obrony Warszawy
Grupa Pancerno-Motorowa Dowództwa Obrony Warszawy – improwizowany pancerny pododdział broni pancernych Wojska Polskiego w kampanii wrześniowej 1939 roku.
Sformowana w Warszawie w dniu 4 września 1939 roku z pododdziałów pancernych i samochodowych 3 batalionu pancernego w Warszawie, pancernych Centrum Wyszkolenia Broni Pancernej (11 batalionu pancernego) w Modlinie oraz zmotoryzowanych kompanii przeciwpancernych.

## Formowanie
Po sformowaniu pododdziałów przewidzianych planem mobilizacyjnym przez 3 batalion pancerny w Warszawie, z nadwyżek mobilizacyjnych batalionu sformowano 2 września improwizowaną kompanię czołgów lekkich do dyspozycji Naczelnego Wodza. Na dowódcę tej kompanii wyznaczono oficera 3 batalionu pancernego kpt. Stanisława Grąbczewskiego. Wyposażono ją w będące w trakcie prób odbiorczych w Forcie Wola jednowieżowe czołgi lekkie 7 TP w ilości 11 sztuk. Przez następne dwa dni kompletowano wyposażenie kompanii w radiostacje. Na rozkaz Ministra Spraw Wojskowych od 3 września w 3 batalionie pancernym z czołgów lekkich szkolnych dwuwieżowych 7TP utworzono pluton czołgów. Tym samym rozkazem 4 września w Centrum Wyszkolenia Broni Pancernych z nadwyżek centrum, 11 batalionu pancernego (batalionu doświadczalnego) utworzono kompanię czołgów rozpoznawczych TK-3 pod dowództwem kpt. Antoniego Brażuka oraz przesunięto do Warszawy 7 sprawnych czołgów lekkich szkolnych dwuwieżowych 7TP z załogami (w tym jeden egzemplarz „żelazny” jako magazyn części). Z czołgów dwuwieżowych 7TP z Modlina i Warszawy utworzono 2 kompanię czołgów lekkich pod dowództwem kpt. Feliksa Michałkowskiego. 
4 września dowódcą broni pancernej Dowództwa Obrony Warszawy został mianowany były dowódca 3 batalionu pancernego mjr Julian Głowacki, a dowódcą Grupy Pancerno-Motorowej mianowano kpt. Bolesława Kowalskiego z CWBPanc. Utworzone ponad etat w 3 batalionie strzelców w Rembertowie, dwie z trzech zmotoryzowanych kompanii przeciwpancernych kal. 37 mm weszły w skład grupy. Ponadto dołączono 3 kolumny samochodów ciężarowych (dwie z rekwizycji), każda po 20 ciężarówek. 6 września do grupy jako dowódców czołgów włączono podchorążych ze Szkoły Podchorążych Broni Pancernej.

## Walki w obronie Warszawy
Grupa działała jako oddział dyspozycyjny Dowódcy Obrony Warszawy gen. bryg. Waleriana Czumy. Pododdziały brały udział we wszystkich ważniejszych walkach toczonych przez załogę Warszawy w okresie od 6 do 27 września 1939 roku. Od 5–6 września; 1 kczl stacjonowała w Ogrodzie Saskim, 2 kczl w parku Ujazdowskim, potem w Ogrodzie Krasińskich, a kczrozp. w parku Łazienkowskim. 6 września w godzinach popołudniowych celem potwierdzenia informacji o przerwaniu frontu Armii „Łódź” na szosę piotrkowską wysłano kompanię czołgów rozpoznawczych OW. Wieczorem kompania osiągnęła Mszczonów i nawiązała kontakt z cofającymi się jednostkami Armii „Łódź”, rano 7 września jeden z plutonów kompanii wysłany na patrol, pod Babskiem starł się ze strażami przednimi niemieckiej 4 Dywizji Pancernej, tracąc w starciu 2 tankietki oraz rannych zostało kilku czołgistów. 7 września kompania powróciła do Warszawy. 1 kompania czołgów lekkich OW 6 września rozpoznawała do rejonu Grójca, jej plutony dotarły do Mogielnicy i Nowego Miasta. Nie nawiązując kontaktu z wrogiem, na noc powróciła do Warszawy. Tego dnia z 2 kompanii czołgów lekkich, I pluton wraz z sekcją motocyklistów pod dowództwem por. Sempolińskiego rozpoznał linię Bugu dotarł do Łochowa. Patrol z podjazdu w Wyszkowie nawiązał kontakt z 1 Dywizją Piechoty Legionów, otrzymując meldunek o sytuacji bojowej. Pluton powrócił 7 września z meldunkiem. 8 września oba plutony czołgów rozpoznawczych TK wraz z motocyklistami rozpoznawały zachodnie przedpole Warszawy. Jeden z plutonów w Raszynie w potyczce stracił dwie tankietki uszkodzone, drugi z plutonów w walce z niemieckimi czołgami między Morami, a Ożarowem utracił zniszczone 2 tankietki i motocykl.
9 września na Ochotę i Wolę natarcie przeprowadziła niemiecka 4 Dywizja Pancerna. Obie kompanie czołgów lekkich około południa zostały skierowane do dyspozycji dowódcy odcinka „Zachód” Obrony Warszawy, celem wzmocnienia obrony. I pluton 1 kczl wspierał obrońców Ochoty w rejonie ulic Białobrzeskiej, Grójeckiej oraz Sękocińskiej. Wraz z piechotą pluton wykonał kontrataki na wdzierającą się niemiecką piechotę i czołgi odzyskując budynki i barykady utracone w wyniku niemieckiego natarcia. Załogi zapasowe 1 kczl likwidowały pozostające na tyłach grupy niemieckiej piechoty. 2 kczl I plutonem dozorowała wylot ul. Żwirki i Wigury, a 2 plutonem wraz z piechotą likwidowała niemieckie czołgi i niemiecką piechotę, w rejonie Kolonii Staszica. Wspólnie z piechotą i artylerią polskich oddziałów na Ochocie zniszczono i unieruchomiono 42 czołgi niemieckiej 4 D Panc. Od tego dnia z grupy została wyłączona 12 zmot. komp. ppanc. przeszła ona do wsparcia pododdziałów piechoty Odcinka „Warszawa-Zachód”. 10 września 2 kczl i pozostałość kczrozp. wycofano do odwodu. 1 kczl tego dnia wsparła obrońców Woli, I pluton wspierał kontratak piechoty polskiej z rejonu cmentarza prawosławnego, do rejonu pętli tramwajowej na obrzeżach, jeden z czołgów został trafiony, a dwóch czołgistów z załogi zostało rannych, kierowca wyprowadził czołg za własne linie. Wieczorem tego dnia pozostała część 1 kczl oraz 13 zmot. komp. ppanc. wraz ze zmotoryzowaną doraźnie piechotą dokonały rozpoznania szosy Warszawa-Leszno w kierunku Puszczy Kampinoskiej. Zaskoczony wróg w rejonie cmentarza w Wawrzyszewie przepuścił czołowe czołgi, pozostałe zniszczyły 3 pojazdy pancerne nieprzyjaciela, wzięły do niewoli oficera i zlikwidowali innego, uwolniono kilkudziesięciu polskich jeńców. W rejonie Nowego Wawrzyszewa doszło do chaotycznego nocnego boju spotkaniowego z niemiecką kompanią czołgów. Dwa polskie czołgi 7TP zostały trafione, ale odprowadzone do naprawy za własne linie. Zdobyte niemieckie czołgi odholowano do miasta. Nad ranem 11 września wycofano 1 kczl na odpoczynek.
Wieczorem 11 września obie kompanie czołgów lekkich w związku z planowanym wypadem na Okęcie zgrupowano w Alei Niepodległości. Podobnie jak kompanie czołgów w wypadzie wzięła udział 13 zmot. komp. ppanc. ppor. T. Banaszczyka. Ostatecznie natarcie wyruszyło o godz. 5.00 12 września uderzenie polskiej piechoty z II i IV batalionu 360 pułku piechoty ppłk. Chmury wraz z czołgami 7TP 1 i 2 kompanii czołgów lekkich odrzuciło niemiecki batalion 82 pp z 31 Dywizji Piechoty, zdobyto hangary i koszary 1 pułku lotniczego, zdobyto kolonię Okęcie. Polskie czołgi ok. godz. 6.00 dotarły do szosy Warszawa-Kraków. Kontrakcja niemieckiej 4 D Panc. powstrzymała natarcie polskiego zgrupowania. W 2 kczl uszkodzono czołg dowódcy kompanii, on sam ranny dostał się do niewoli z 1 plutonu spłonęły dwa czołgi z załogami, a następne dwa stracono w walce. Na Paluchu i na Służewcu osłaniały natarcie sił głównych na Okęcie, plutony I, 1 kczl i II, 2 kczl, stoczyły tam walkę z czołgami niemieckiej 4 D Panc. W czasie walk o kompleks toru wyścigów konnych na Służewcu w zniszczonym czołgu poległ dowódca 2 plutonu 2 k czl ppor. Gołębiowski. Ogółem w ataku na Okęcie i Służewiec stracono jako zniszczonych lub ciężko uszkodzonych 7 czołgów 7TP. Na wrogu zdobyto 1 czołg, spalono kilka samochodów ciężarowych i 1 samolot „Storch”. 13 września wszystkie czołgi 7TP jedno i dwuwieżowe zgromadzono w 1 kompanii kpt. Grąbczewskiego.
15 września pluton czołgów lekkich i pluton czołgów rozpoznawczych, celem nawiązania łączności z jednostkami Armii „Poznań” i Armii „Pomorze” patrolowały północne przedpola Warszawy i wyjścia z Puszczy Kampinoskiej. W potyczce uszkodzono jeden czołg niemiecki z podjazdu pancernego biorąc jego załogę do niewoli. Powracający pluton czołgów 7TP został ostrzelany przez polską obronę, a jeden z czołgów wysadziła na minie polska obrona przed barykadą na szosie do Młocin. Od 18 września kompanie kpt. Grąbczewskiego i kpt. Brażuka oraz 13 zmot. kompania ppanc. przydzielono do dyspozycji dowódcy odcinka ppłk. dypl. L. Okulickiego, z którymi wykonał natarcie. Natarcie to miało nawiązać kontakt z Armią „Poznań i „Pomorze”. Pluton por. Sempolińskiego wspierał natarcie I/360 pp w kierunku miejscowości Grot i Nowego Chrzanowa, a pluton por. Kraskowskiego IV/360 pp w kierunku na miejscowość Blizne. Zdobyto Nowe Chrzanowo, pod Bliznem stracono wszystkie czołgi plutonu por. Kraskowskiego w walce z czołgami niemieckiej 1 Dywizji Lekkiej. Poległo kilku czołgistów kilku zostało rannych, wśród nich por. Kraskowski. 
Po przebiciu się do Warszawy pozostałości jednostek Armii „Poznań”, wśród nich znalazło się kilka czołgów rozpoznawczych TK-3, TKS, które umożliwiły odbudować kompanię kpt. Brażuka. Podczas niemieckiego szturmu na Warszawę 26 września niemiecka piechota wsparta czołgami wdarła się w powstałą lukę w rejonie Dworca Warszawa-Zachodnia. Kontratak kompanii czołgów lekkich powstrzymał niemieckie natarcie i odrzucił je w rejon torów kolejowych za cmentarzem wolskim. Kompania czołgów rozpoznawczych wraz z towarzyszącą piechotą wykonała kontratak w kierunku parowozowni na Czystem, powstrzymując natarcie wroga, jednocześnie z uwagi na ogień zaporowy artylerii nieprzyjaciela zostały uszkodzone wszystkie czołgi TK i ewakuowano je do naprawy. Sprawnych w dniu 27 września pozostało tylko 6 czołgów 7TP, w dniu tym pozostałości grupy przygotowały się do następnego przeciwnatarcia na Woli. Z uwagi na podjęte rozmowy kapitulacyjne do walki pancerniacy już nie weszli. Kompanie przeciwpancerne w zależności od potrzeb wspierały na zagrożonych użyciem broni pancernej wroga pododcinkach własną piechotę. Pozostałości Grupy Panc-Mot. Obrony Warszawy skapitulowały wraz z załogą Warszawy i w większości poszły do niewoli.

## Organizacja i obsada personalna Grupy Panc.-Mot. Obrony Warszawy
- Dowódca – kpt. Bolesław Kowalski
- dowódca sekcji motocyklowej – por. Jan Szuder[8]
- dowódca kompanii czołgów rozpoznawczych TK-3 – kpt. Antoni Brażuk[9]
  - dowódca I plutonu czołgów – ppor. Żeleński[9]
  - dowódca II plutonu czołgów – st. sierż. Jan Bartosiński[9]
- dowódca 1 kompanii czołgów lekkich 7 TP jw. – kpt. Stanisław Grąbczewski[10]
  - dowódca I plutonu czołgów – por. Robert Kraskowski[10]
  - dowódca II plutonu czołgów – ppor. Zygmunt Dębicki[10]
- dowódca 2 kompanii czołgów Lekkich 7TP dw. – kpt. Feliks Michałkowski[10]
  - dowódca I plutonu – por. Władysław Sempoliński[10]
  - dowódca II plutonu – ppor. Jerzy Gołębiowski[10]
- dowódca 12 zmotoryzowanej kompanii przeciwpancernej – ppor. Józef Wojciechowski[11]
- dowódca 13 zmotoryzowanej kompanii przeciwpancernej – ppor. Teodor Banaszczyk[11]
  - dowódca I plutonu – ppor. rez. Jan Koba[8]
  - dowódca II plutonu – ppor. rez. Edward Pieczora[8]
- trzy kolumny samochodów ciężarowych